# Victor Carlund
Karl Victor Carlund (ur. 5 lutego 1906 w Göteborgu, zm. 22 lutego 1985 tamże) – szwedzki piłkarz, grający na pozycji pomocnika.

## Kariera klubowa
Podczas kariery piłkarskiej Victor Carlund występował w Örgryte IS. Z Örgryte zdobył mistrzostwo Szwecji w 1928.

## Kariera reprezentacyjna
W reprezentacji Szwecji Victor Carlund zadebiutował 12 czerwca 1932 wygranym 3-1 towarzyskim meczu z Belgią. W 1934 József Nagy, ówczesny selekcjoner reprezentacji Szwecji powołał Carlunda na mistrzostwa świata. Na turnieju we Włoszech był rezerwowym i nie wystąpił w żadnym meczu. W 1936 uczestniczył w igrzyskach olimpijskich w Berlinie. Na turnieju w Niemczech wystąpił w przegranym meczu z Japonią, który był jego ostatnim meczem w reprezentacji. W latach 1932–1936 wystąpił w reprezentacji dwunastokrotnie.
| Mecze i gole w reprezentacji | Mecze i gole w reprezentacji | Mecze i gole w reprezentacji | Mecze i gole w reprezentacji | Mecze i gole w reprezentacji | Mecze i gole w reprezentacji | Mecze i gole w reprezentacji |
| #                            | Data                         | Miasto                       | Przeciwnik                   | Gol                          | Wynik                        |                              |
| ---------------------------- | ---------------------------- | ---------------------------- | ---------------------------- | ---------------------------- | ---------------------------- | ---------------------------- |
| 1.                           | 12.06.1932                   | Sztokholm                    | Belgia                       |                              | 3:1                          | towarzyski                   |
| 2.                           | 17.07.1930                   | Sztokholm                    | Austria                      |                              | 3:4                          | towarzyski                   |
| 3.                           | 25.09.1932                   | Norymberga                   | Niemcy                       |                              | 3:4                          | towarzyski                   |
| 4.                           | 06.11.1932                   | Bazylea                      | Szwajcaria                   |                              | 1:2                          | towarzyski                   |
| 5.                           | 29.06.1933                   | Kowno                        | Litwa                        |                              | 2:0                          | el. MŚ                       |
| 6.                           | 04.07.1933                   | Ryga                         | Łotwa                        |                              | 1:1                          | towarzyski                   |
| 7.                           | 23.09.1934                   | Helsinki                     | Finlandia                    |                              | 4:5                          | Puchar Nordycki              |
| 8.                           | 14.06.1936                   | Kopenhaga                    | Dania                        |                              | 3:4                          | Puchar Nordycki              |
| 9.                           | 21.06.1936                   | Sztokholm                    | Szwajcaria                   |                              | 5:2                          | towarzyski                   |
| 10.                          | 05.07.1936                   | Göteborg                     | Norwegia                     |                              | 2:0                          | Puchar Nordycki              |
| 11.                          | 26.07.1936                   | Sztokholm                    | Norwegia                     |                              | 3:4                          | towarzyski                   |
| 12.                          | 04.08.1936                   | Berlin                       | Japonia                      |                              | 2:3                          | Igrzyska Olimpijskie         |